# Менделевское наследование у человека
«Менделевское наследование у человека» (англ. Mendelian Inheritance in Man, MIM) — медицинская база данных, в которой собирается информация об известных заболеваниях с генетическим компонентом и генах, ответственных за их развитие. Эта база данных предоставляет библиографию для будущих исследований, инструментарий для геномного анализа зарегистрированного гена и используется в медицинской литературе, чтобы обеспечить единый индекс для генетических заболеваний.

## Версии
Существуют две версии проекта:
- проект периодически издаётся в книжном варианте (текущее 12-е издание).
- Интернет-вариант базы данных OMIM (Online Mendelian Inheritance in Man) доступен через базу данных Entrez и является частью проекта «Образование» Национального центра биотехнологической информации (NCBI).

## Коды MIM
Диапазон кода заболевания зависит от типа наследования:
- 100000—299999 — аутосомные заболевания (создано до 15 мая 1994 года);
- 300000—399999 — Х-сцепленные заболевания;
- 400000—499999 — Y-сцепленные заболевания;
- 500000—599999 — Митохондриальные заболевания;
- 600000 и выше — аутосомные заболевания (создано после 15 мая 1994 года).

## Сбор информации
Сбор информации в базу данных был начат в Университете Джонса Хопкинса группой учёных и редакторов под руководством Виктора Маккьюсика и продолжается в настоящее время. Подходящие статьи идентифицируются, обсуждаются и вписываются в соответствующие гнёзда базы данных MIM.